# Rosário Farâni Mansur Guérios
Rosário Farâni Mansur Guérios (* 10. September 1907 in Curitiba; † 31. August 1987 ebenda) war ein brasilianischer Romanist, Lusitanist, Linguist und Lexikograf.

## Leben und Werk
Guérios, dessen Vater Arabisch und dessen Mutter Italienisch sprachen, studierte Rechtswissenschaft an der Universidade Federal do Paraná in Curitiba (Abschluss 1934), unterrichtete Portugiesisch an verschiedenen Instituten im brasilianischen Bundesstaat Paraná und war ab 1939 an der Universität Curitiba Professor für Portugiesisch (Emeritierung 1979). Seine besondere Liebe galt der Sprachwissenschaft des Portugiesischen und der indigenen Sprachen Brasiliens. Er war von 1953 bis 1961 Gründungsherausgeber der Zeitschrift Revista Letras der Universität Curitiba. Er war Mitglied der 1936 in Curitiba gegründeten Academia Paranaense de Letras (Cadeira 39), sowie Mitglied der Academia Brasileira de Filologia. Er publizierte in Zeitungen Curitibas viel gelesene Sprachglossen u. d. T. Divagações Lingüísticas.
Rosário Farâni Mansur Guérios darf nicht verwechselt werden mit dem Rechtswissenschaftler José Farâni Mansur Guérios (1905–1943), dem er in der Academia Paranaense nachfolgte.

## Werke
- Pontos de Gramática Histórica Portuguesa, São Paulo 1937
- Pontos de Método da Fonética Histórica, Curitiba 1939
- Estudos sobre a língua caingangue. Notas histórico-comparativas. Dialeto de Palmas e dialeto de Tibagí, Paraná, in: Arquivos do Museu Paranaense 2,1942, S. 97–178 (zur Sprache Kaingang)
- Português Ginasial, São Paulo 1944
- Estudos sobre a língua Camacã, in: Arquivos do Museu Paranaense 4, 1945, S. 291–320
- Português Colegial, São Paulo 1947
- Dicionário das tribos e línguas indígenas da América meridional, 2 Bde., A-Cax, Curitiba 1948–1949
- Dicionário etimológico de nomes e sobrenomes, Curitiba 1949, São Paulo 1973, 1981
- Tabus lingüísticos, Rio de Janeiro/São Paulo 1956, 1979 (ursprünglich ab 1942 fortlaufend in Zeitschriften)
- A nomenclatura gramatical brasileira definida e exemplificada, São Paulo 1960
- Dicionário Cultural da Língua Portuguesa, 4 Bde., Curitiba 1967 (Vorwort von Bento Munhoz da Rocha Neto)
- Dicionário de etimologias da língua portuguesa, São Paulo 1979 (206 Seiten)